# Midnight (cançó de Coldplay)
«Midnight» és una cançó de la banda britànica Coldplay llançada com a segon senzill del seu sisè àlbum d'estudi, Ghost Stories, el 17 d'abril de 2014.
"Midnight" es va construir a partir d'una cançó titulada "Amphora" produïda per Jon Hopkins l'any 2003 que no va sortir a la llum perquè no fou completada. Fou composta i produïda pels quatre membres de Coldplay amb la col·laboració de Paul Epworth, Daniel Green, Rik Simpson i Jon Hopkins. Es va enregistrar durant les sessions de gravació de Ghost Stories l'any 2013 als estudis "The Bakery" i "The Beehive", a North London, Anglaterra. La introducció es va crear mitjançant una arpa làser i un loop station, i Martin va utilitzar un vocoder per gravar algunes veus.
La crítica va valorar positivament la cançó destacant un canvi de direcció musical en la banda submergint-se en l'experimentació electrònica.
Coldplay va estrenar la cançó en l'iTunes Festival de 2014 celebrat a Austin, Texas, el 12 de març de 2014.
Un videoclip dirigit per Mary Wigmore fou estrenat el 25 de febrer de 2014 mitjançant el servei Vevo. S'enregistrà totalment en imatges en infraroig i negatiu acompanyat de diversos efectes visuals. El rang de longitud d'ona estava entre 3 i 5 microns, o infraroig d'ona mitjana. Va rebre més d'un milió de visites el primer dia que fou penjat en la pàgina web de Facebook de la banda.

## Llista de cançons
1. "Midnight" − 4:54